# Iphinoe truncata
Iphinoe truncata är en kräftdjursart som beskrevs av Hale 1953. Iphinoe truncata ingår i släktet Iphinoe och familjen Bodotriidae. Inga underarter finns listade i Catalogue of Life.